# Saint-Pierre-des-Jonquières
 Saint-Pierre-des-Jonquières  es una población y comuna francesa, en la región de Alta Normandía, departamento de Sena Marítimo, en el distrito de Dieppe y cantón de Londinières.

## Demografía
| 161 | 187 | 193 | 163 | 138 | 126 |
| Para los censos de 1962 a 1999 la población legal corresponde a la población sin duplicidades (Fuente: INSEE [Consultar]) |     |     |     |     |     |